# ZF Automotive Czech
ZF Automotive Czech je firma působící v České republice, součást nadnárodní korporace ZF TRW. Firma se zabývá výrobou doplňků do automobilů. V roce 2015 šlo o 48. největší českou firmu, s tržbami přes 11 miliard korun ročně.
Skupina TRW měla v České republice 4 firmy: TRW Autoelektronika v Benešově (bývalý závod ČKD Polovodiče) a ve Zruči nad Sázavou, TRW Automotive Czech Frýdlant, TRW Automotive Czech Jablonec nad Nisou (bývalý národní podnik Autobrzdy) a TRW-Carr ve Staré Boleslavi (bývalé zkušebny a 2. montáž leteckých motorů Walter (viz Walter (podnik)). V Benešově a Zruči se vyrábějí plastové a kovové spínače a elektronické moduly (ovládání světel, zrcátek, oken, topení apod.), v Jablonci tradičně brzdové systémy, ve Frýdlantě brzdové kotouče a ve Staré Boleslavi bezpečnostní systémy (pásy, západky apod.).[zdroj?]